# Миллингтония садовая
Миллингтония (лат. Millingtonia) — монотипный род деревьев, включающий единственный вид Миллингтония садовая (лат. Millingtonia hortensis), или древовидный жасмин или индийское пробковое дерево, или жасминное дерево — красиво цветущее дерево, аборигенный вид для Южной и Юго-Восточной Азии.
Родовое название дано в честь сэра Томаса Миллингтона, который вдохновил Карла Линнея Младшего, который первым описал этот род.  Видовой эпитет «hortensia» происходит от слов «hortensis» и «hortus», что на латыни связано с садом. Синоним Bignonia suberosa происходит от слова suberos, что на латыни означает «пробковый». 
Используется как декоративное садовое дерево, для городского озеленения в тёплом климате. Эфирное масло миллингтонии применяется в парфюмерии.

## Описание
Дерево вырастает до высоты от 18 до 25 метров и имеет ширину от 7 до 11 метров. Оно достигает зрелости в возрасте от 6 до 8 лет и живет до 40 лет. Это универсальное дерево, которое может расти на различных типах почв и в различных климатических условиях, отдавая предпочтение влажному климату. 
Дерево вечнозеленое, имеет удлиненный пирамидальный ствол. Древесина желтовато-белая, мягкая и хрупкая, может сломаться под сильными порывами ветра. 
Лист непарноперистый и напоминает лист азадирахты индийской (Azadirachta indica). Листья склонны к поражению Acherontia styx и Hyblaea puera. С января по март листья сбрасывают и обновляются в апреле и мае, хотя дерево никогда не бывает полностью голым. 

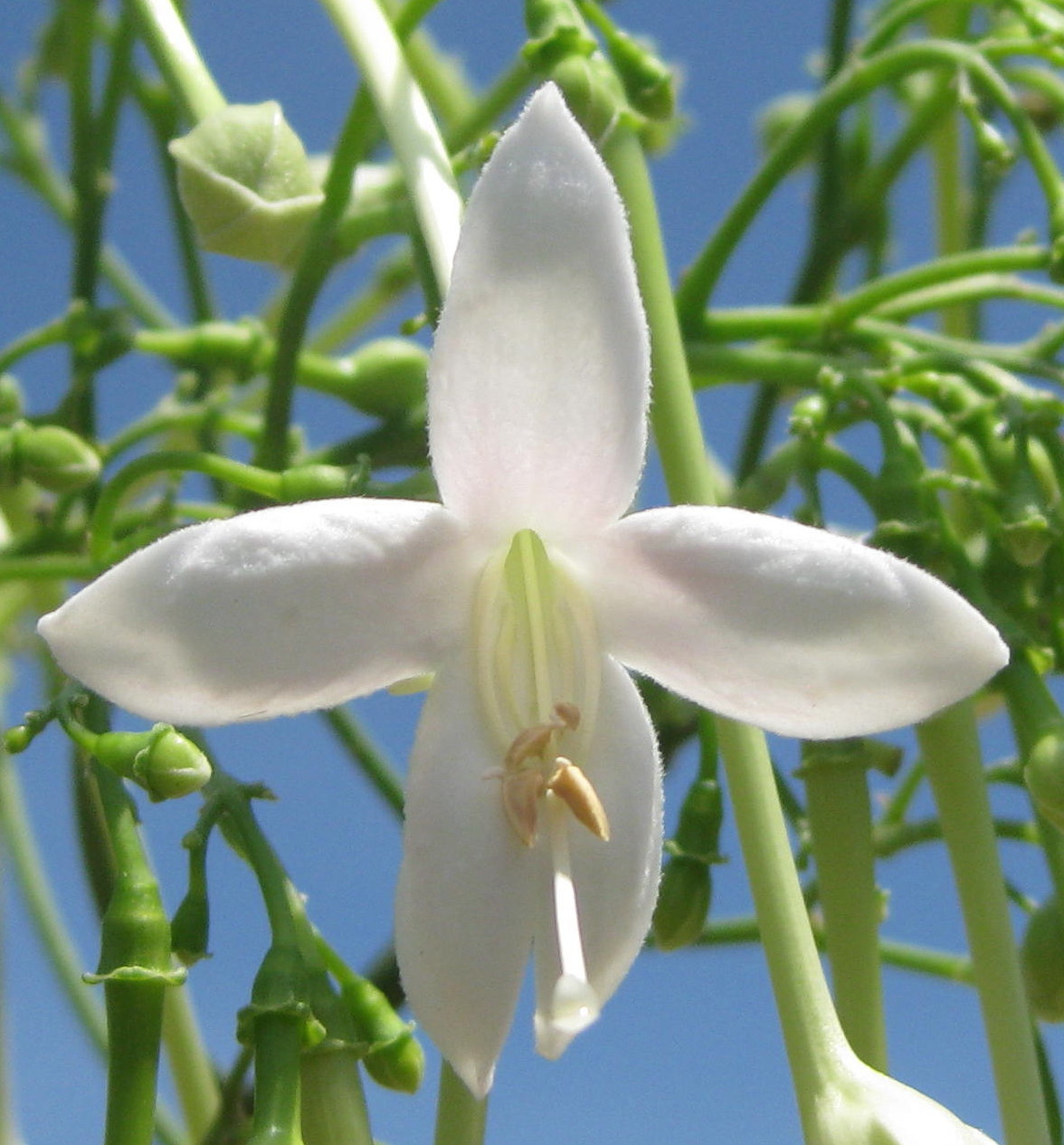
Цветок

Белые цветки собраны в большие метёлки, источающие приятный аромат. Они двуполы и зигоморфны. Чашелистики цветка колокольчатые, имеют пять небольших лепестков. У цветка четыре тычинки с параллельными пыльниками, в отличие от большинства других растений этого семейства, у которых пыльники расходятся. Венчик представляет собой длинную трубку с пятью лопастями. Как и у никтантеса печального (Nyctanthes arbor-tristis), цветки недолговечны — распускаются ночью и опадают утром. Цветы издают очень приятный запах. 
Плод представляет собой гладкую плоскую коробочку, разделённую на две части. Содержит ширококрылые семена. Плодами питаются птицы, которые способствуют распространению семян (орнитохория). При выращивании жизнеспособность семян низкая, если их не высевать сразу после созревания плодов, поэтому растение обычно размножают черенками.

## Ареал
В диком виде произрастает в Китае (только южный Юньнань), Камбодже, Лаосе, Мьянме, Таиланде и Вьетнаме. Его обычно выращивают в Индии, Индонезии и Малайзии, а иногда и натурализуют.

## Использование
Дерево считается декоративным, а приятный аромат цветов делает его идеальным в качестве садового дерева. Древесина также используется в качестве пиломатериалов, а кора — в качестве худшего заменителя пробки. Листья также используются в качестве суррогата табака в сигаретах. 
Цветок является символом тайских провинций Прачинбури и Пхитсанулок. В Индии в штате Махараштра цветки собирают в цветочную гирлянду, которую называют вени.   

## Галерея

Растение в Хайдарабаде, Индия
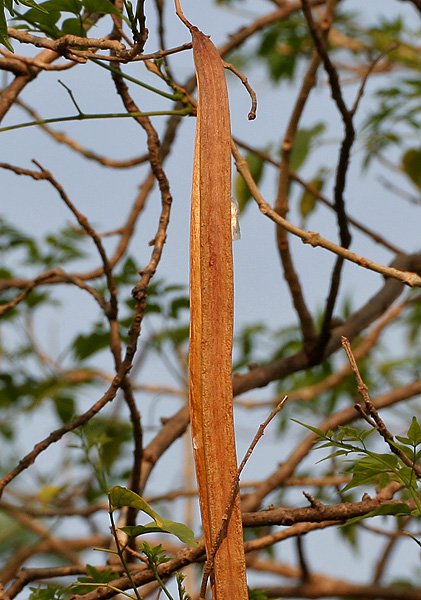
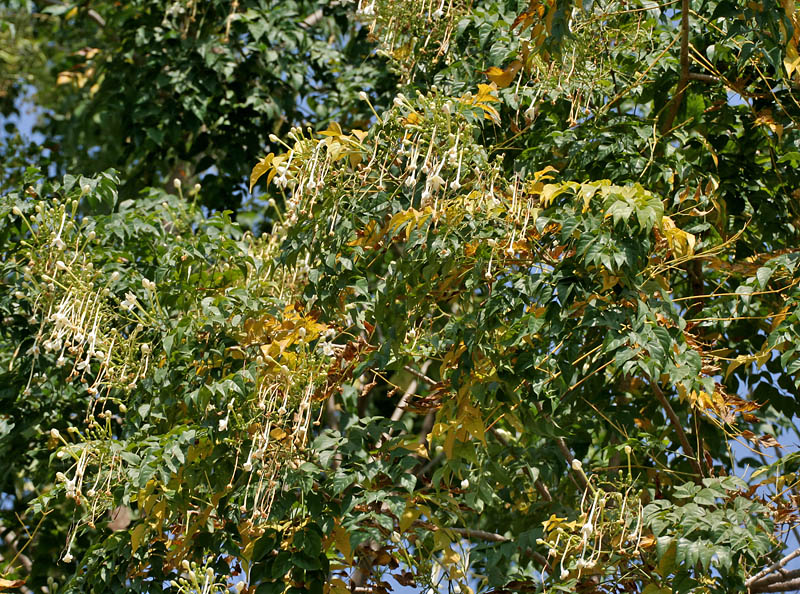
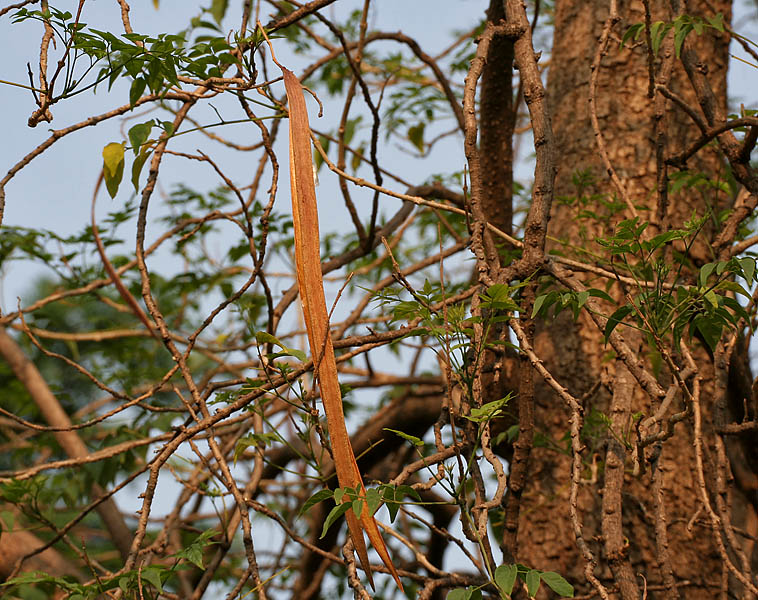